# Marcos Vernal
Marcos Tulio Vernal Berrio (ur. 22 listopada 1973) − kolumbijski bokser, olimpijczyk.

## Kariera amatorska
W 1996 r. reprezentował Kolumbię na igrzyskach olimpijskich w Atlancie, rywalizując w kategorii koguciej. Na igrzyskach przegrał swoją pierwszą walkę z Hichamem Nafilem, odpadając z zawodów w 1/16 finału.